# جيرزي نيمان
جيرزي نيمان (بالإنجليزية: Jerzy Neyman)‏ (16 أبريل 1894 - 5 أغسطس 1981) كان عالم رياضيات وإحصائي بولندي أمضى الجزء الأول من حياته المهنية في العديد من المؤسسات في وارسو، بولندا ثم في جامعة لندن، والجزء الثاني في جامعة كاليفورنيا، بيركلي. قدم نيمان لأول مرة المفهوم الحديث مجال ثقة في اختبار الفرضيات الإحصائية  واختبار رونالد فيشر المشترك لفرضية العدم (بالتعاون مع إيغون بيرسون ).

## مسيرته المهنية
نشر العديد من الكتب التي تتناول التجارب والإحصاءات، واستنبط الطريقة التي تختبر بها إدارة الغذاء والدواء الأميريكية الأدوية اليوم.
في عام 1938 انتقل إلى بيركلي، حيث عمل لبقية حياته. حصل تسعة وثلاثون طالبًا على درجة الدكتوراه تحت إشرافه. في عام 1966 حصل على ميدالية غاي من الجمعية الإحصائية الملكية وبعد ثلاث سنوات على ميدالية الولايات المتحدة الوطنية للعلوم . توفي في أوكلاند ، كاليفورنيا عام 1981.

### اقتباسات
1. 1 2  تاريخ ماكتوتور لأرشيف الرياضيات، QID:Q547473
2. 1 2   https://www.econometricsociety.org/society/organization-and-governance/fellows/memoriam. اطلع عليه بتاريخ 2023-04-06. {{استشهاد ويب}}: |url= بحاجة لعنوان (مساعدة) والوسيط |title= غير موجود أو فارغ (من ويكي بيانات) (مساعدة)
3. 1 2 3 4 5 6  تاريخ ماكتوتور لأرشيف الرياضيات، QID:Q547473
4. 1 2  تاريخ ماكتوتور لأرشيف الرياضيات، QID:Q547473
5. ↑  List of Royal Society Fellows 1660-2007 (PDF) (بالإنجليزية), Royal Society, p. 261, QID:Q111806251
6. ↑  Salsburg, David (2002). The Lady Tasting Tea: How Statistics Revolutionized Science in the Twentieth Century. Macmillan. ص. 122. ISBN:9780805071344. مؤرشف من الأصل في 2020-07-05.

## روابط خارجية
- جيرزي نيمان على موقع الموسوعة البريطانية (الإنجليزية)
- مقالة السيرة الذاتية ASA بواسطة Chin Long Chiang
- جيرزي نيمان
- سيرة جيرزي نيمان من معهد بحوث العمليات وعلوم الإدارة